# I Am the Night (miniserial)
I Am the Night – amerykański miniserial (dramat kryminalny) wyprodukowany przez Studio T oraz Jenkins+Pine Productions, który był emitowany od 27 stycznia do 4 marca 2019 roku przez TNT. W Polsce natomiast był emitowany od 4 marca do 8 kwietnia 2019 przez HBO.

## Fabuła
Serial opowiada o Faunie Hodel, młodej dziewczynie, która szuka swoich biologicznych rodziców. W trakcie poszukiwań spotyka hollywoodzkiego ginekologa doktora George’a Hodela, podejrzewanego o morderstwo.

## Obsada

### Główna
- Chris Pine jako Jay Singletary[3]
- India Eisley jako Fauna Hodel[4]
- Jefferson Mays jako George Hodel[4]
- Connie Nielsen jako Corinna Hodel[5]
- Leland Orser jako Peter Sullivan[6]
- Yul Vazquez jako Billis[4]
- Jay Paulson jako Ohls[4]
- Golden Brooks jako Jimmie Lee Greenwade[4]
- Theo Marshall jako detektyw Cuddy.
- Jamie Anne Allman jako Tamar Hodel
- Monique Green jako Nina
- Shoniqua Shondai jako Tina[7]
- Justin Cornwell jako Terrence Shye[4]
- Dylan Smith jako Sepp[4]

## Odcinki
| Nr | Tytuł                      | Reżyseria        | Scenariusz      | Premiera w TNT   | Premiera w HBO  |
| -- | -------------------------- | ---------------- | --------------- | ---------------- | --------------- |
| 1  | Pilot                      | Patty Jenkins    | Sam Sheridan    | 27 stycznia 2019 | 4 marca 2019    |
| 2  | Phenomenon of Interference | Patty Jenkins    | Sam Sheridan    | 4 lutego 2019    | 11 marca 2019   |
| 3  | Dark Flower                | Victoria Mahoney | Sam Sheridan    | 11 lutego 2019   | 18 marca 2019   |
| 4  | Matador                    | Victoria Mahoney | Sam Sheridan    | 18 lutego 2019   | 25 marca 2019   |
| 5  | Aloha                      | Carl Franklin    | Monica Beletsky | 25 lutego 2019   | 1 kwietnia 2019 |
| 6  | Queen's Gambit, Accepted   | Carl Franklin    | Sam Sheridan    | 4 marca 2019     | 8 kwietnia 2019 |

## Produkcja
Pod koniec lipca 2017 roku, ogłoszono, że główną rolę w dramacie zagra Chris Pine. W październiku 2017, poinformowano, że India Eisley, Jefferson Mays, Yul Vazquez, Justin Cornwell, Dylan Smith, Jay Paulson, Golden Brooks i Leland Orser dołączyli do obsady. W kolejnym miesiącu, ogłoszono, że Shoniqua Shondai, Connie Nielsen również zagrają w serialu.